# Юмашевский сельсовет (Баймакский район)
Юмашевский сельсовет — сельское поселение в Баймакском районе Башкортостана Российской Федерации.
Административный центр — село Юмашево.

## История
Дата образования сельсовета: 1928 год.
Статус и границы сельского поселения установлены Законом Республики Башкортостан от 17 декабря 2004 года № 126-З «О границах, статусе и административных центрах муниципальных образований в Республике Башкортостан».

## Население
| 2002  | 2009  | 2010  | 2012  | 2013  | 2014  | 2015  |
| ----- | ----- | ----- | ----- | ----- | ----- | ----- |
| 1688  | ↘1617 | ↘1480 | ↘1461 | ↗1465 | ↗1479 | ↘1464 |
| 2016  | 2017  |       |       |       |       |       |
| ↗1465 | ↘1450 |       |       |       |       |       |

## Состав сельского поселения
| № | Населённый пункт | Тип населённого пункта       | Население |
| - | ---------------- | ---------------------------- | --------- |
| 1 | Юмашево          | село, административный центр | ↘1006     |
| 2 | Юлук             | деревня                      | ↘470      |
| 3 | Исламово         | деревня                      | ↘4        |

## Местное самоуправление
Администрация сельсовета расположена по адресу:
Россия, 453675, Республика Башкортостан, Баймакский район, с. Юмашево, Советская ул., дом 26